# Анджапарідзе Мері Івліанівна
Мері Івліанівна Анджапарідзе  (15 (28 жовтня) 1904, Кутаїсі — 16 липня 1980, Москва) — радянська кінорежисерка та сценаристка. Лавреатка Сталінської премії першого ступеня (1950).

## Життєпис
Мері Анджапарідзе народилася в Кутаїсі (Російська імперія, нині — Грузія). Закінчила економічний факультет ТбГУ (1928). Працювала економістом, з 1938 року асистент режисера і режисер Тбіліської кіностудії, потім кіностудії «Мосфільм».
Померла Мері Анджапарідзе 16 липня 1980 року. Похована в Москві на Кунцевському кладовищі.

## Родина
- сестра — Анджапарідзе Віра (Веріко) Івліановна (1897—1987), актриса театру і кіно;
- чоловік — Данелія Микола Дмитрович (1902—1981), військовослужбовець, інженер-будівельник;
- син — Георгій Данелія Миколайович (нар. 1930), режисер.

## Фільмографія

### Режисер
- 1946 — Клятва (2-й режисер)
- 1949 — Падіння Берліна (2-й режисер у співавт.)
- 1959 — Ходіння по муках (2-й режисер у співавт.)
- 1959 — Три оповідання Чехова (новела «Анюта»)
- 1961 — В дорозі (к/м)
- 1963 — Слуха-ай!..
- 1963 — кіноальманах Великий фітиль/ новела «Влип»

### Сценарист
- 1959 — Три оповідання Чехова

## Нагороди та премії
- Сталінська премія першого ступеня (1950) — за роботу як співрежисер над кінокартиною «Падіння Берліна» (1949)

| Кінематографіст | Це незавершена стаття про кінематографіста чи кінематографістку. Ви можете допомогти проєкту, виправивши або дописавши її. |